# Land & Liebe
Land & Liebe ist eine Doku-Soap des NDR, in der Menschen vom Land einen Lebensgefährten suchen. 
Die Doku-Soap war das erste Dating-Format dieser Art im Deutschen Fernsehen und ging am 20. Juli 2005, drei Monate vor der Erstausstrahlung von Bauer sucht Frau im Privatsender RTL auf Sendung. Damals führte Ina Müller durch Land & Liebe, 2009 wurde sie von Yared Dibaba abgelöst. 
Am 12. Oktober 2010 startete die fünfte Staffel von Land & Liebe mit sechs neuen Folgen, die jeweils am Dienstag um 21 Uhr im NDR Fernsehen ausgestrahlt wurden.

## Handlung
In Land & Liebe suchen Singles vom Land einen Lebenspartner, mit dem sie das private Glück ebenso wie die Arbeit in ihrem landwirtschaftlichen Betrieb teilen möchten. Nach einer Vorstellung der Kandidaten im NDR Fernsehen, können die Zuschauer sich um ihren Traumpartner bewerben. Die Kandidaten nehmen dann drei Bewerber in die engere Auswahl. Yared Dibaba arrangiert Treffen auf neutralem Boden, zumeist in der Stadt. Nach drei Treffen wählt der Kandidat zwei Bewerber für die Hoftage aus. Bei den Hoftagen sollten sich die Bewerber als "landtauglich" beweisen, um das Herz des Kandidaten zu erobern. Die Zuschauer erfahren bei der Sendung viel über das Leben auf dem Land und lernen die schönsten Landstriche Norddeutschlands kennen.

## Idee
Die Serie basiert auf dem britischen Format Farmer Wants a Wife, das im Jahr 2001 auf dem Independent Television (itv) ausgestrahlt wurde. Im Schweizer Fernsehen wurde 1983 ein ähnliches Format namens Bauer sucht Bäuerin ausgestrahlt. Schon vor der deutschen Version startete ein österreichisches Format auf ATV, das von Katrin Lampe moderiert wird. Ebenfalls wird das Format mittlerweile in anderen englischsprachigen Ländern aufgegriffen. In Australien begann am 24. Oktober 2007 die erste Staffel auf Nine Network. In den USA strahlte The CW die erste Staffel seiner Version vom 30. April 2008 bis zum 25. Juni 2008 aus.
Auf dem deutschen Privatsender RTL läuft das ähnlich aufgebaute Format "Bauer sucht Frau", welches jedoch von der Herangehensweise und der Umsetzung des Privatfernsehens geprägt ist, und daher gerade bei der Landbevölkerung und beim Deutschen Bauernverband in der Kritik steht, die Landwirte vorzuführen und als weltfremd darzustellen.